# Кузьмін Дмитро Володимирович (поет)
Дмитро Володимирович Кузьмін (нар. 12 грудня 1968, Москва) — російський поет, видавець, ЛГБТ-активіст. У 2014 році емігрував до Латвії.
Літературну і літературно-організаційну діяльність розпочав 1988 року, проводячи пошук молодих талантів і організовуючи літературні читання. З розвитком Інтернету перевів у мережу діяльність створеної ним Спілки молодих літераторів «Вавилон», що дозволило розширити коло читачів. З 1993 — головний редактор видавництва «АРГО-РИСК».
Лауреат Премії Андрія Білого 2002 року в номінації «Особливі заслуги перед російською літературою» «за подвижництво у справі побудови літературного Вавилона і творче примноження традицій неофіційної словесності».

## Біографія

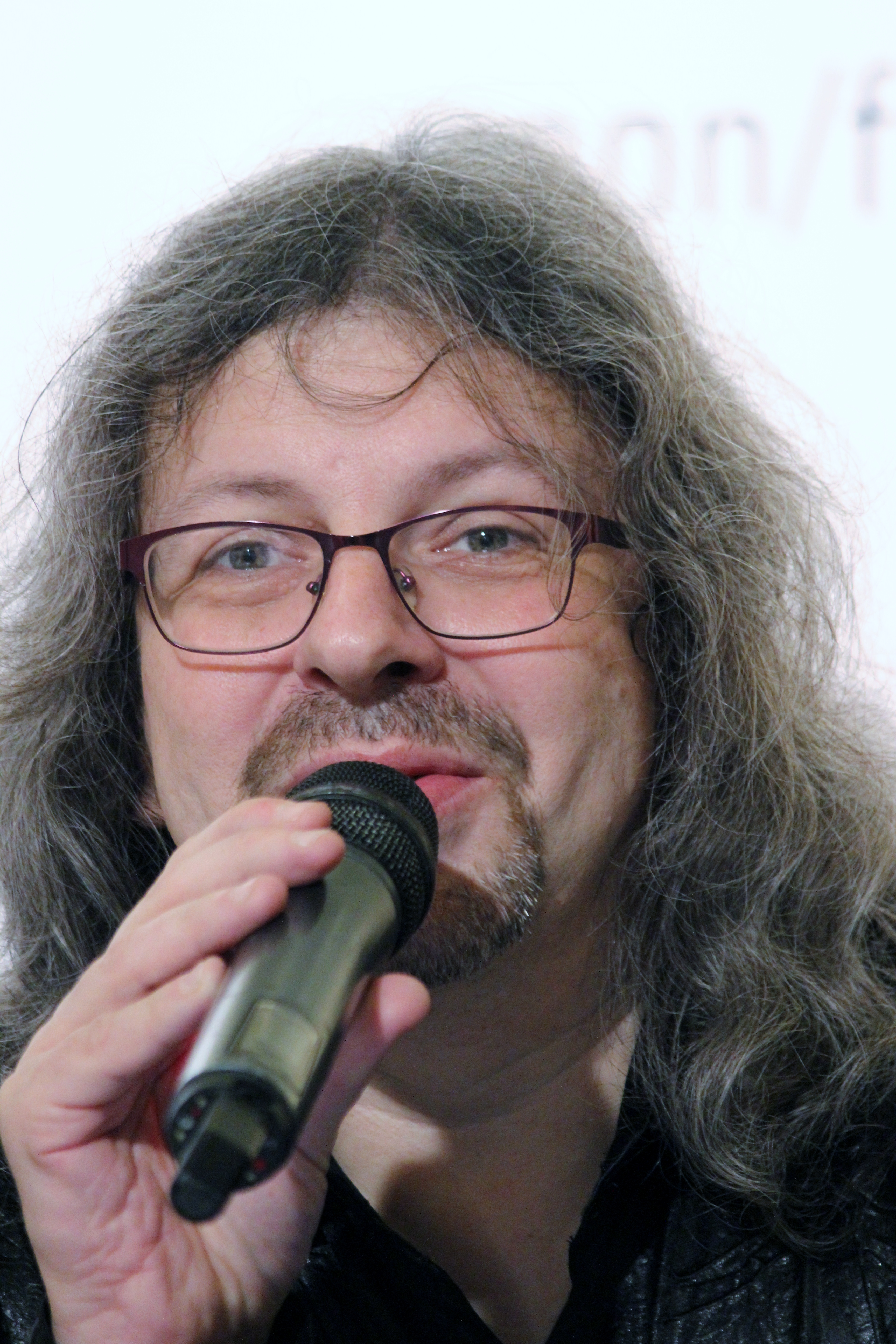

Дмитро Кузьмін народився 12 грудня 1968 в Москві. Син архітектора Володимира Легошина і літературного критика, редактора Едварди Кузьміної; онук літературознавця Бориса Кузьміна і перекладачки Нори Галь.
В 1985 — 1987 роках навчався на філологічному факультеті Московського державного університету, був відрахований. Закінчив філологічний факультет Московського педагогічного державного університету (1993).
2 січня 1992 року зареєстрував громадську організацію під назвою «Союз молодых литераторов „Вавилон“, общественная творческая организация», а місцем реєстрації стала квартира його матері Едварди Кузьміної: 117485, Москва, Миклухо-Маклая ул., д. 39, корп. 2, офис 389.
.
Став автором ідеї створення приватного видавництва «Арго-Риск», яке зареєстрував у 1993 році московський вчений-біолог Арцатбанов Владислав Юрійович (творчий псевдонім — Владислав Ортанов) за адресою квартири свого гей-партнера В. А. Гуськова у московському районі Вешняки (улица Старый Гай, дом 6, копус 2, кв. 419).
Спочатку саме Ортанов-Арцатбанов був видавцем і редактором першої в СРСР гезети для секс-меншин «Тема» (випускалась у 1990—1991 роках спільно з Романом Калініним в м. Рига, згодом розійшовся з Калініним через радикалізм з боку останнього) Далі став видавцем та редактором першого у Росії гей-журналу «РИСК. Равноправие. Искренность. Свобода. Компромисс» у 1991—1993 роках (офіційно зареєстрував його 3 жовтня 1991 року в Москві, з грудня 1991 року випустив 6 номерів).
На першій сторінці цього журналу було вказано: «Журнал зарегистрирован решением Моссовета № 243 от 03.11.91. Ответственный редактор В. Ортанов»..
У 1994 році редагування Ортанов передав Кузьміну, але тоді настала пауза на два роки, через відсутність фінансування. Згодом видавництвом і випуском відновленого журналу «РИСК» у 1995—2002 роках керував у якості головного редактора Дмитро Кузьмін.
У 1998—2002 роках він видавав цей журнал під брендом видавництва «KOLONNA Publications», яким керував Дмитро Волчек. Як далі згадував Кузьмін, у 2006 році у них з Волчеком відбувся розрив: «Мне был очень близок „Митин журнал“ рубежа 90-х–2000-х, в те же времена мы как-то сотрудничали, я свел его с Дмитрием Боченковым, отличным парнем-натуралом, которого нереализованная гомосексуальная струнка побудила затеять издательство „Колонна“ для выпуска книг соответствующей тематики… Потом вкусы и взгляды Волчека претерпели некоторую эволюцию, „Колонна“ стала фактически его проектом, и в 2006 году мы публично разругались после того, как он потребовал убрать марку „Колонны“ с выпускаемых мною книжек (потому что мой личный издательский бренд, „АРГО-РИСК“, унаследованный мною у отошедшего от дел Влада Ортанова, одного из основателей российского гей-движения, давно уже de jure не существует, и мне нужно ставить на мои издания что-то еще). Основное, что мне мешает в волчековских любимцах, — это именно преобладание трансгрессии над проблематизацией. В этом смысле Нугатов — автор вполне волчековский, и, собственно, я же ему и посоветовал предложить Волчеку свою книгу стихов, которая в итоге в „Колонне“ и вышла; я не думаю, что Нугатов пустышка».
Однак Волчек наводить іншу причину розриву з Кузьміним: «Книга филолога Александра Маркина — настоящий литературный дневник, такой же великолепный, как записки Анри де Монтерлана или Жюльена Грина. Редчайший пример частной хроники, в ЖЖ таких почти нет. Я предлагал эту книгу на премию Андрея Белого. К сожалению, Дмитрий Кузьмин, даже не прочитав ничего, упёрся, как осёл, и отказался эту номинацию поддержать. Ну, Бог ему судья, это дело давнее».
Після смерті Ортанова 2011 року, вже у 2012 році Кузьмін заявив: «Издательскую марку, красивое и непонятное название „АРГО-РИСК“, мне подарил недавно ушедший из жизни Владислав Ортанов — один из основателей российского гей-движения; он её регистрировал в расчёте на создание первой российской гей-организации, для которой придумал складывавшееся в звучную аббревиатуру название: „Ассоциация за равноправие гомосексуалов: равенство, искренность, свобода, компромисс“; организацию такую ни тогда, ни потом ещё довольно долго создать не удалось, аббревиатура не пригодилась, и последующие рецензенты выходивших под этой маркой стихотворных сборников смутно прозревали в этом дефисном написании каких-то рискованных аргонавтов. Компьютерную вёрстку мне пришлось освоить самому…»
Також Кузьмін був головним редактором газет «Новая литературная газета» (1994—1995) та «Литературная жизнь Москвы» (1997—2002 рр., вийшло 65 випусків).
Кандидат філологічних наук (2005), тема дисертації — моновірш. У 2014 році запрошений професор Принстонського університету.

## Емігрантський період життя
Починаючи з осені 2014 року, постійно проживає у Латвії, у селі Озолнієкі під Ригою. За словами Кузьміна, переїхав туди з Москви через незгоду з політичним курсом російської влади.
Втім, уже живучи в Латвії, Кузьмін продовжував періодично навідуватися у Москву, де в 2017 році взяв участь у літературному вечорі під назвою «Пункт назначения».
У 2015 році заявив латвійському телеканалу наступне: «Гібридна війна — це не неподобство на Донбасі, вона проходить на вулицях Москви та телеканалах щохвилини. Вона (гібридна війна) проходить через твоє серце і мозок щохвилини. Я відчуваю, що весь у цьому, бо займаюсь поезією. Я учасник „гібридної війни“». Також Кузьмін заявив: «Я не хочу відповідати за те, що я роблю в Росії, тому що вважаю цей режим злочинним — як за зовнішніми діями: анексія Криму, так і всередині країни — там диктатура, причому малосимпатична».
Переклав російською книгу вибраних віршів Юрія Тарнавського, вірші Михайла Григоріва, Остапа Сливинського, Сергія Жадана та інших, упорядкував і надрукував російською вибрані вірші Жадана і Сливинського у своєму видавництві.
Збірку віршів Кузьміна «Ковдри не передбачені» (2018) видано українською видавництвом «Крок». Вірші Кузьміна, як зазначив у зв'язку з тим часопис «Критика», «танцюють між риторичністю, іронією, зворушенням і метафорою». «Я мріяв видати російського автора саме в контексті українсько-російської війни, — заявив голова видавництва Юрко Завадський. — Це прекрасний автор дуже високого рівня, майстер поетичного слова; один із небагатьох поетів, яких я знаю, котрі реально творять те, що розуміють».
У 2019 році в журналі «Волга» вперше у російському літературознавстві опублікував фундаментальну наукову статтю «Другие. Поэзия Украины сегодня» (укр. Інші. Поезія України сьогодні).
У лютому 2022 року виступив ініціатором та автором відкритого листа, що охарактеризував російський напад на Україну як «моральну катастрофу Росії, що поставила її на одну дошку з фашистською Німеччиною».
Заснував у містечку Озолнієкі під Ригою видавництво «Literature Without Borders». Видав у ньому два збірника власних поетичних перекладів з української на російську мову:
- Всё зависит только от нас. Сергей Жадан. Перевод с украинского на русский Полины Барсковой, Игоря Белова, Станислава Бельского, Марии Галиной, Дмитрия Кузьмина, Игоря Сида, Бориса Херсонского, Алексея Цветкова, Андрея Щетникова. — Ozolnieki: Literature Without Borders, 2016. — 128 с.
- У раны есть имя. Юрий Тарнавский. Избранные стихотворения. 1955—2022 / Перевод с украинского Дмитрия Кузьмина. — Ozolnieki: Literature Without Borders; New York: World Poetry Books, 2024. — 328 с. — (Поэзия Украины; вып. 1).

## Особисте життя
Упродовж багатьох років позиціює себе як відкритий гей, заявляв про необхідність камінг-ауту для знаменитостей. Спочатку був відкритим гомосексуалістом, та заявляв про необхідність камінг-ауту для знаменитостей.
За словами Кузьміна: «Я встречался с почтеннейшим философом, на старости лет перетащившим к себе в Академию наук из провинциального педагогического института красавчика-аспиранта (после смерти наставника немедленно окружившего себя толпой студенток-поклонниц), за одним из моих эпизодических любовников ухаживал другой почтенный старец — любимый всем Петербургом театральный актер, а у одного из моих друзей-поэтов был недолгий, но прекрасный роман с блистательным композитором, любимцем продвинутой богемы, — и каждый раз я думал: ну вот что мешает каждому из них отказаться от этой игры в прятки (все равно ведь ближайшее окружение все знает!) и заявить во всеуслышание: да, я — гей, и любые попытки власти, прессы, общества заклеймить геев или запретить геев касаются не каких-то экзотических кривляющихся папуасов, образ которых сформирован в массовом сознании умелой нарезкой кадров западных Love Parades, и не лагерных „опущенных“ с погасшими глазами, а лично меня!»
Вже у 2014 році Кузьмін почав позиціонувати себе як гей, але з ухилом у бісексуальність, з ним одружилась у Києві влітку 2014 року трансгендерна жінка-поетеса Симоненко Дарія Олександрівна (1989 року народження, уродженка м. Стаханов Луганської області, на той час — ФтМ транссексуал, не повністю оперований, проводила маскулінізуючу гормональну терапію), яка народила від нього в Латвії 9 жовтня 2014 року дочку Єву-Елеонору.
Фактично, Фрідріх на той момент зробив операцію з видалення молочних залоз і був чоловіком, але по документам залишався жінкою на ймення Дарія.
Фрідріх та Дмитро Кузьмін шлюб уклали в Києві, з того часу Кузьмін — одружений чоловік, хоча формально його трансгендерна дружина — це вже не Дарія, а чоловік на ймення Фрідріх, якому вдалося невдовзі офіційно за паспортом змінити стать. Спочатку, в 2017 році Фрідріху вдалося отримати новий закордонний паспорт, про це останній разом з Дмитром Кузьміним заявили в ефірі Українського телебачення.
При цьому Кузьмін продовжував жити зі своїм давнім другом, поетом Дмитром Бєляковим, з яким він зустрівся у 1991 році. За його словами: «Если серьезно, то мы с моим супругом только что отметили 29-ю годовщину знакомства, случившегося в московском метро: вошли в один вагон на станции „Третьяковская“ и встретились глазами. Всем, что я смог сделать, я обязан ему. Но поскольку я полагаю, что и в жизни точно так же, как в поэзии, базовая ценность — разнообразие и многоголосие, постольку у нас открытые отношения (…) Я всегда пытался, насколько это возможно, разделять личное и профессиональное и не заводить романов с коллегами, но двое моих возлюбленных в итоге печатаются как поэты, потому что поэзия вообще штука заразительная. Благодаря одному из спутников нескольких лет моей жизни, прекрасному трансгендерному юноше, у нас теперь растет дочь».
Раніше Кузьмін у 2015 р. розповів журналісту Річарду Мартіну-Хемфілу наступне: «Технічно у моєї дочки — три батька, пояснює Кузьмін. Один батько — це транссексуал Фрідріх, який живе в Україні і який народив від Кузьміна дочку роком раніше. Іншого батька також звати Дмитро, і є громадянським чоловіком Кузьміна».
У 2019 році мати дочки Кузьміна — транссексуальна особа FtM Дарія Симоненко отримала новий паспорт, де замість жіночої вже була зазначена чоловіча стать, як громадянин України Симоненко Фрідріх Олександрович. У 2020 р. останнім була очолена та зареєстрована у Києві громадська організація «Транс Дженерейшн».
При цьому, у співпраці з Дмитром Кузьміним, Фрідріх Симоненко продовжував займатися поетичною творчістю під псевдонімом «Фрідріх Чернишов». Але вже у 2017 році Фідріх перестав жити з Кузьіним, та мусив повернутися до Києва. Правда, Кузьмін допоміг йому купити київську квартиру.
Уже в 2019 р. у журнальній публікації Кузьмін високо оцінив поезію Чернишова, зазначивши наступне: «Квир-поэзия Чернышёва вертится вокруг вопроса о возможности и необходимости отмены самой парадигмы, в рамках которой людей уместно классифицировать по объекту и структуре их желания. Удержание этой парадигмы Чернышёв приравнивает к сохранению гетто для всех носителей гендерной (и, расширительно, любой другой) неконформности; разрушение же парадигмы не означает, разумеется, ни счастья, ни благополучия, а только возможность выстраивания своей индивидуальной судьбы. В этом смысле плакатная резкость многих текстов Чернышёва не вырастает из нарратива „с человеческим лицом“, с прямыми этическими импликациями (как это было, в частности, у Виталия Юхименко, в 2000-е годы в одиночку представлявшего гей-поэзию в русской литературе Украины), жертва не рассчитывает на эмпатию, а провоцирует и продуцирует агрессию. И здесь Чернышёв неожиданно сближается с Жаданом, в ранней поэзии которого персонажи тоже должны вызывать у читателя сложную смесь отвращения и восхищения».
У 2022 році трасгендерна персона з Англії народила для Кузьміна сина, якого назвали Вінсент-Аврелій, офіційно батьками для нього стали сам Кузьмін і його гей-партнер Дмитро Бєляков, який у Латвії офіційно був зареєстрований чоловіком Кузьміна.
У 2023 році Кузьмін фактично заперечив той факт, що він є геєм та гей-активістом: «Семья как социальный институт жизнеспособна именно потому, что она может быть изменчива и разнообразна. Впрочем, это к любому социальному институту относится, включая поэзию. И в свете этого понятно, что как раз категорию сексуальной ориентации я не люблю, пользуюсь ею вынужденно и с гораздо большей охотой определял бы себя не как гея, а как квира — человека свободного, способного любить того, кого хочется любить, не придавая значения привычному набору оппозиций (кошка или собака, чай или кофе, Пастернак или Мандельштам, мужчина или женщина). А то, что в моем случае это обычно юноши, а не девушки, мне-то как раз видится обстоятельством глубоко непринципиальным, хоть я и понимаю, чем это мое предпочтение обусловлено (спойлер: не генетически). Но, к сожалению, мировая квир-революция несколько забуксовала, активизм последней волны развернулся в ином направлении: не против оппозиций и классификаций, а, наоборот, за умножение оппозиций и квалификаций, дробление на группы, каждая из которых формулирует свой собственный запрос по отстаиванию своих прав».
Фактично, з того часу Кузьмін позиціонував себе більшою мірою, як бісексуал або пансексуал, але уже не в якості «стовідсоткового» гея.